# Ust-Charyshskaya Pristan
Ust-Charyshskaya Pristan (en ruso: Усть-Чарышская Пристань) es una localidad rural, fundada en 1773, y centro administrativo del distrito de Ust-Pristansky, en el krai de Altái, Rusia, ubicada junto al río Ob en la llanura de Siberia Occidental. A 155 kilómetros al sur de Barnaul.

## Geografía
El lugar se encuentra a unos 100 km a vuelo de pájaro hacia el sur del Centro de Administración Regional de Barnaul, en las estribaciones del Altái, en la orilla superior izquierda del Ob, a unos 5 km por debajo de la confluencia del tributario izquierdo Charysh.
UST-Charyshskaya pristan es el centro administrativo de la Rajons Ust-Pristanski y el asiento de la comunidad rural de Ust-Pristanski selsowet, a la que además pertenecen de la localidad de UST-Charyshskaya pristano y los pueblos Bespalowo y Ust-Tscharysch.

## Historia
Fundada en 1773. En 1788, solo tenía 87 habitantes: 43 eran hombres y 44 mujeres. En 1795 hubo un descenso a 39 habitantes, pero 1834 indican 236 personas. En 1911, ya había 12052 habitantes. El rápido crecimiento se explica por la conveniente ubicación de la aldea como centro de transporte fluvial: antes de la construcción del ferrocarril en Siberia y Altái, el muelle del río local era de vital importancia en el volumen de negocios de las aldeas de las estribaciones del sudoeste y el centro de Altái.
En 1913, en el año del Tercer centenario de la casa de los Romanov, residentes de la aldea de Pristan, que sumaban 13 mil personas, intentaron sin éxito cambiar su nombre a Aleksandrovsk en memoria del emperador Alejandro III y obtener el tan esperado título de ciudad. En ese momento, el pueblo era el centro no solo del volquete de Pristanskaya, sino también, de hecho, del sur y el centro de Altái, había una sucursal del Banco Ruso-Chino, más de una docena de empresas industriales, incluida una fundición de hierro, un restaurante, y en el muelle del río, la cuarta en la región en términos de tráfico de carga después de Barnaul, Biysk y Kamen-na-Obi, hasta mil empleados de la industria trabajaron durante la carga de grano.
La revolución, la guerra civil y la colectivización posterior tuvieron un impacto negativo en el desarrollo de la aldea: en 1926 la población había descendido a 7244 personas, y en 1970 era de 6,600.

## Atracciones
El pueblo ha conservado una gran cantidad de monumentos arquitectónicos de finales del siglo XIX y principios del siglo XX. Entre ellos se encuentran los edificios de la antigua asociación de crédito y la Escuela Ministerial, las casas de los comerciantes Shchygolev, Morozov, Shestakova, un molino de madera y tiendas de comerciantes.
Hay un museo regional de la tradición local.

## Ciudadanos famosos
- Peter Yakovlevich Ufimtsev (n. 1931), físico y matemático.
- Gennady Sarychev (n. 1938), futbolista y entrenador